# ماسافومي ميما
ماسافومي ميما (三間雅文 ميما ماسافومي) هو مخرج صوت ياباني ولد في 20 مايو 1962 في طوكيو.

## أعماله في الأنمي

### مسلسلات أنمي تلفزيونية
- بوكيمون
- بوكيمون أدفانس
- بوكيمون دياموند/بيرل
- بوكيمون بلاك/وايت
- بوكيمون إكس/واي
- بوكيمون سن/مون
- رحلات بوكيمون
- بوكيمون أوريجينز
- فريق العباقرة
- أنا وأخواتي
- إينيشيال دي
- إينيشيال دي Second Stage
- إينيشيال دي Fourth Stage
- إينيشيال دي Fifth Stage
- كرة سلة كوروكو
- أوشيو و تورا
- باك مان ومغامرات الأشباح
- فالفريف الثوري
- هجوم العمالقة
- هجوم العمالقة: الثانوية
- طريق السلام
- لاينباريل الحديدي
- خيميائي الفولاذ
- خيميائي الفولاذ: فل ميتال ألكيميست
- شامان كينج
- أن-غو
- كونكريت ريفولوتيو: فنتازيا الخوارق
- كونكريت ريفولوتيو: فنتازيا الخوارق THE LAST SONG
- شيكاباني هيمي: أكا
- شيكاباني هيمي: كورو
- ذا سول تيكر
- هاجيمي نو إيبو
- هاجيمي نو إيبو New Challenger (الحلقتين الأولى والثانية; بالتعاون مع توشيهيكو ناكاجيما)
- هاجيمي نو إيبو Rising
- أبطال الكرة
- البدلة المتنقلة جاندام 00
- جاندام بيلد فايترز
- جاندام بيلد فايترز تراي
- كوكب ملك الوحوش
- شو باي روك!!
- شو باي روك!!#
- تشايكا أميرة التابوت
- تشايكا أميرة التابوت AVENGING BATTLE
- جانسلينجر ستراتوس
- فافنر في السماء الزرقاء
- فافنر في السماء الزرقاء EXODUS
- تو لاف-رو
- رينبو: نيشا روكوبو نو شيتشينين
- أويدو روكيت
- تنبو إيبون أياكاشي أياشي
- نانا
- بلاك كات
- بارادايس كيس
- عميل الهلوسة
- تشوبيتس
- فلينت محقق الزمن
- أوتلو ستار
- جينيريتر جاول
- كارد كابتور ساكورا
- كارد كابتور ساكورا: بطاقات كلير
- آيرون مان
- وولفرين
- إكس-من (بالتعاون مع توشيهيكو ناكاجيما)
- الفتى أسترو
- غيلتي كراون
- الخليلة الغامضة X
- ماكروس فرونتير
- ماكروس دلتا
- كابانيري الحصن الحديدي
- أكاديميتي للأبطال
- زوروري المذهل
- ليتل باتلرز إكسبيريينس
- هيا بنا! تماغوتشي
- دايز (بالتعاون مع توشيهيكو ناكاجيما)
- يوكاي واتش
- أونيهي
- كابتن ماجد J
- سيرك كاراكوري
- شينكانسن هينكي روبو شينكاليون

### أنمي الإنترنت
- سوشي نينجا

### أوفا أنمي
- تسوباسا طوكيو ريفيليشن
- إيرون مان: نهوض تكنوفور
- ملفات المنتقمون السرية: الأرملة السوداء والمعاقب
- أكاديمية الخوارق غوكايزر
- فاريابل جيو

### أفلام أنمي
- سلسلة أفلام بوكيمون
  - فيلم بوكيمون الأول: ثأر ميوتو
  - فيلم بوكيمون 2000: قوة الإتحاد
  - فيلم بوكيمون 3: إنتي و تعويذة الأنون
  - فيلم بوكيمون فور إيفر: سيليبي صوت الغابة
  - بوكيمون هيروز: لاتيوس و لاتياس
  - فيلم بوكيمون: جيراتشي محقق الأماني
  - فيلم بوكيمون: مصير ديوكسيس
  - فيلم بوكيمون: لوكاريو و لغز ميو
  - بوكيمون رينجر و قصر البحر
  - فيلم بوكيمون: نهوض داركراي
  - فيلم بوكيمون: غيراتينا و محارب السماء
  - فيلم بوكيمون: آركيوس و جوهرة الحياة
  - فيلم بوكيمون: زوروارك سيد الأوهام
  - فيلم بوكيمون بلاك: فيكتيني و ريشيرام
  - فيلم بوكيمون وايت: فيكتيني وزيكروم
  - فيلم بوكيمون: كيوريم ضد سيف العدالة
  - فيلم بوكيمون: جينيسيكت و نهوض الأسطورة
  - فيلم بوكيمون: ديانسي و شرنقة الدمار
  - فيلم بوكيمون: هوبا و صراع الأزمنة
  - فيلم بوكيمون: فولكانيون و الأعجوبة الميكانيكية
  - فيلم بوكيمون: أنا أختارك!
  - فيلم بوكيمون: قوتنا
  - فيلم بوكيمون: ثأر ميوتو: التطور
- إينيشال دي Third Stage
- فيلم خيميائي الفولاذ: محتل شامبالا
- فيلم خيميائي الفولاذ: نجم ميلوس المقدس
- فافنر في السماء الزرقاء HEAVEN AND EARTH
- ممثلة الألفية
- بيرفكت بلو
- بابريكا
- طوكيو غودفاذرز
- النفي من الفردوس
- فيلم البدلة المتنقلة جاندام 00: آ ويكينينغ أوف ذا تريلبليزر
- إينازوما إليفن: هجوم الجيش الأقوى أوغر
- إينازوما إليفن غو: الرابط الأقوى غريفون
- إينازوما إليفن غو في مواجهة دانبورو سنكي دبل
- إينازوما إليفن غو: مباراة أحلام البعد الخارق (بالتعاون مع توشيهيكو ناكاجيما)
- بروفسور لايتون آند ذا إترنال ديفا
- ماكروس فرونتير: المطربة المزيفة
- ماكروس فرونتير: أجنحة الوداع
- سينامورول
- فيلم تماغوتشي
- تماغوتشي: أسعد قصة في الكون
- زوروري المذهل: خظة الكنز الغامض
- زوروري المذهل: م-م-م-مغامرة كبرى!
- زوروري المذهل: سأحمي بيضة التنين
- زوروري المذهل: أبطال الفضاء
- ساكورا تايسن: الصور المتحركة
- أكاديميتي للأبطال ذا موفي: البطلين
- أكاديميتي للأبطال ذا موفي: هيروز:رايزينغ
- فيلم شينكانسن هينكي روبو شينكاليون: آلفا-إكس فائق السرعة الآتي من المستقبل

## أعماله في الدبلجة اليابانية
- الفتى أسترو

## وصلات خارجية
- صفحة IMDb